# كلوندايك (يوكون)

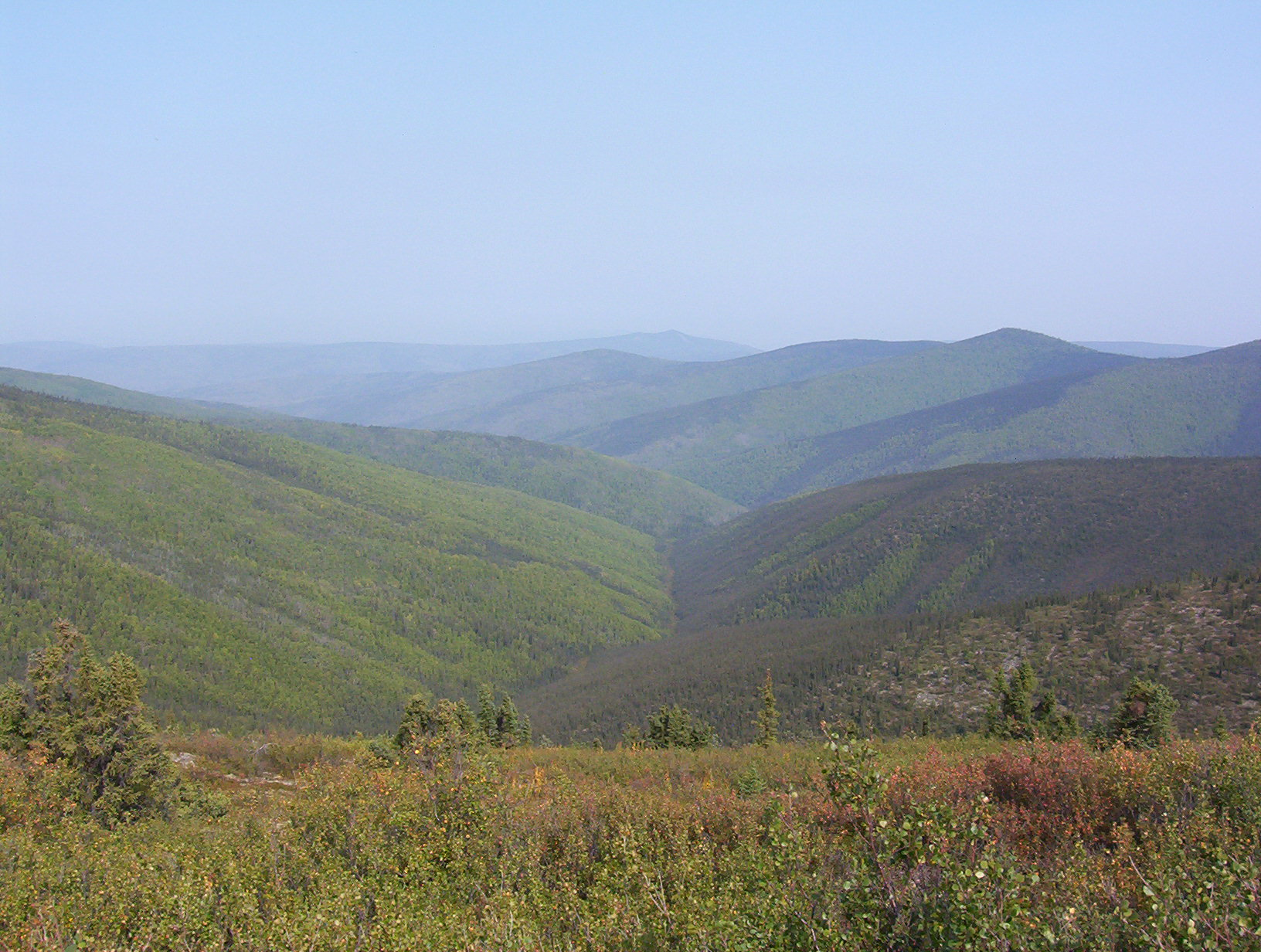
وادي هونكر كريك ، كلوندايك

كلوندايك، هي منطقة من إقليم يوكون في شمال غرب كندا، شرق الحدود في ألاسكا.. يقع حول نهر كلوندايك، وهو نهرصغير يدخل نهر يوكون نهر من داوسون سيتي. المنطقة هو مجرد منطقة جغرافية، وليس لديها وظيفة إلى أراضي أي نوع من المنطقة الإدارية.
تشتهر كلوندايك بحمى كلوندايك للذهب، والتي بدأت في عام 1896 واستمرت حتى عام 1899. تم استخراج الذهب باستمرار في تلك المنطقة، ثم توقف مؤقت في أواخر الستينيات وأوائل السبعينيات.
تطور اسم «كلوندايك» من كلمة هان ترونديك التي تعني «ماء حجر المطرقة». في وقت مبكر من الذهب الباحثين وجدوا صعوبة في نطق الأمم الأولى في كلمة «كلوندايك» كان نتيجة هذا ضعف النطق.

## مناخ
المناخ دافئ في الصيف القصير، وبارد جدا خلال الشتاء الطويل. بحلول أواخر أكتوبر، سيكون الجليد قد تشكل فوق الأنهار. بالنسبة لغالبية العام، يتم تجميد الأرض على عمق يتراوح من 1 إلى 3 متر (3 إلى 10 قدم)